# Peter Weber (judoka)
Peter Weber (12 februari 1951) is een Nederlands judoka.
Weber begon met judo toen hij ongeveer 6 jaar oud was. In zijn jeugdjaren behaalde hij twee zilveren medailles bij het Nederlands kampioenschap junioren. Hij nam deel aan het Europees kampioenschap junioren in Napels.
Bij de senioren behaalde Weber driemaal brons bij de nationale kampioenschappen en tweemaal zilver. In 1975 werd hij in Groningen Nederlands kampioen judo in de open klasse als middengewicht. In hetzelfde jaar was Weber ook lid van de nationale selectie die deelnam aan het Europees kampioenschap in Lyon. Tevens won hij een zilveren en een bronzen medaille bij de Dutch Open, deed mee aan diverse interlands, behaalde diverse toernooiwinsten en tientallen Zuid-Nederlandse titels.